# For Lack of a Better Name
For Lack of a Better Name (с англ. — «Из-за отсутствия названия получше») — четвёртый студийный и второй основной альбом канадского хаус-продюсера deadmau5. Альбом выпущен 22 сентября 2009 в США и 5 октября 2009 в остальном мире. Цифровые копии были выпущены на Beatport и iTunes в различных странах 22 сентября 2009 года. The Extended Mixes вышел 20 октября 2009 года. Видеоклип «Ghosts ’n’ Stuff» был выпущен в августе 2009 года. Из альбома были выпущены синглы «Hi Friend» (совместно с MC Flipside), «Word Problems» и «Ghosts 'n' Stuff» совместно с Робом Свайром.
Песня «Moar Ghosts ’n’ Stuff» содержит голосовые семплы из фильма The Brain from Planet Arous. «FML» и «Hi Friend» использовались в сериале «Сплетница», где deadmau5 появляется в роли самого себя. Треки «Strobe» и «Cthulhu Sleeps» (из альбома 4x4=12) использовались в канадском пародийном шоу Epic Meal Time, где deadmau5 также играет главную роль.
В целом альбом получил в основном положительные отзывы от критиков.

## Список композиций
| №                   | Название                                     | Длительность |
| ------------------- | -------------------------------------------- | ------------ |
| 1.                  | «FML»                                        | 6:35         |
| 2.                  | «Moar Ghosts 'n' Stuff»                      | 4:30         |
| 3.                  | «Ghosts 'n' Stuff» (при участии Роба Свайра) | 3:15         |
| 4.                  | «Hi Friend!» (при участии MC Flipside)       | 5:15         |
| 5.                  | «Bot»                                        | 5:22         |
| 6.                  | «Word Problems»                              | 7:48         |
| 7.                  | «Soma»                                       | 6:07         |
| 8.                  | «Lack of a Better Name»                      | 6:58         |
| 9.                  | «The 16th Hour»                              | 9:29         |
| 10.                 | «Strobe»                                     | 10:37        |
| Общая длительность: | Общая длительность:                          | 65:52        |

| №   | Название                             | Длительность |
| --- | ------------------------------------ | ------------ |
| 11. | «Ghosts 'n' Stuff (Sub Focus Remix)» | 4:26         |

| №   | Название                        | Длительность |
| --- | ------------------------------- | ------------ |
| 11. | «Ghosts 'n' Stuff (Nero Remix)» | 6:55         |